# Kryształowa Kula (sport)

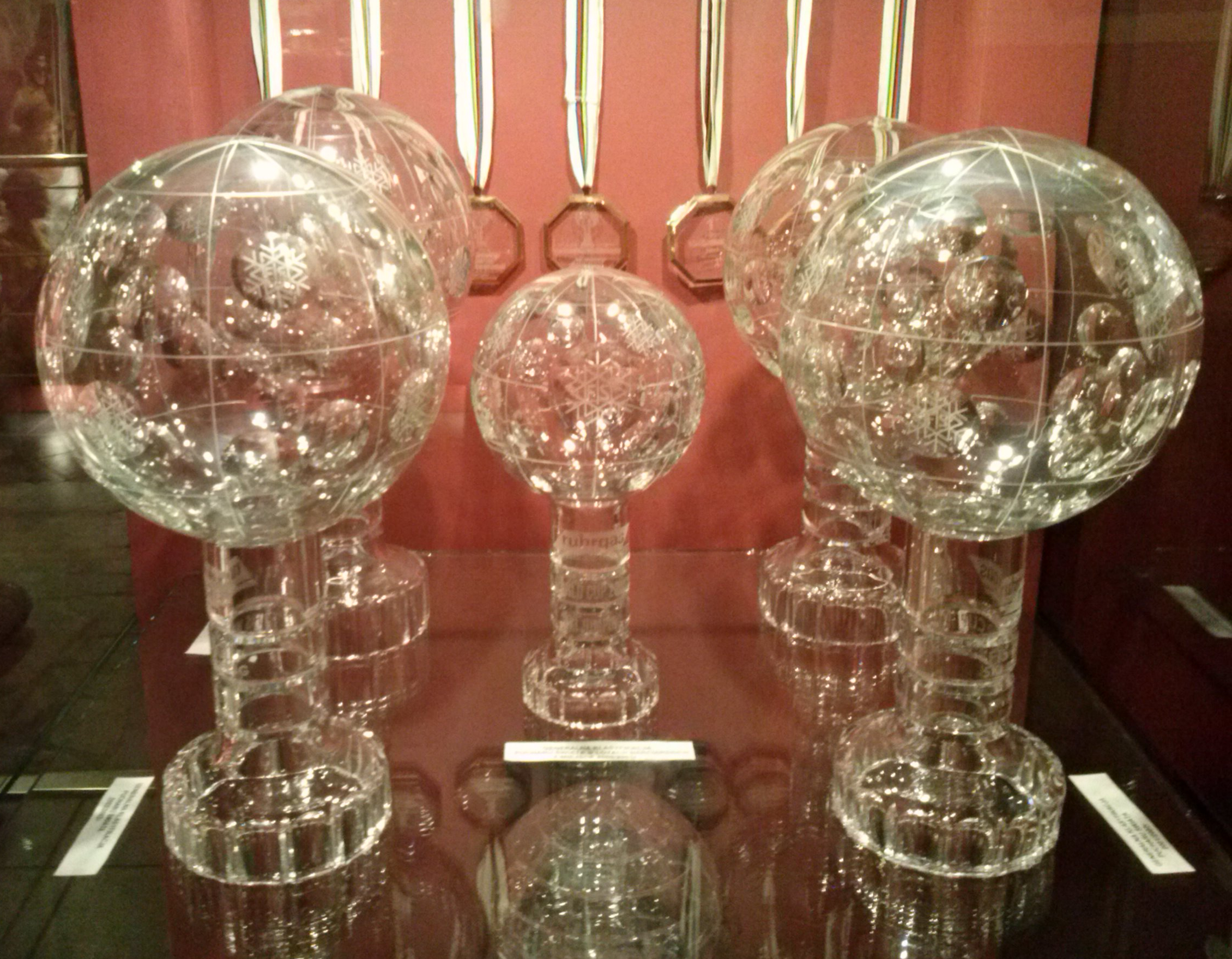
Kryształowa Kula – główne trofeum w Pucharze Świata FIS. Zdjęcie z galerii Adama Małysza w Wiśle, czterokrotnego zdobywcy PŚ

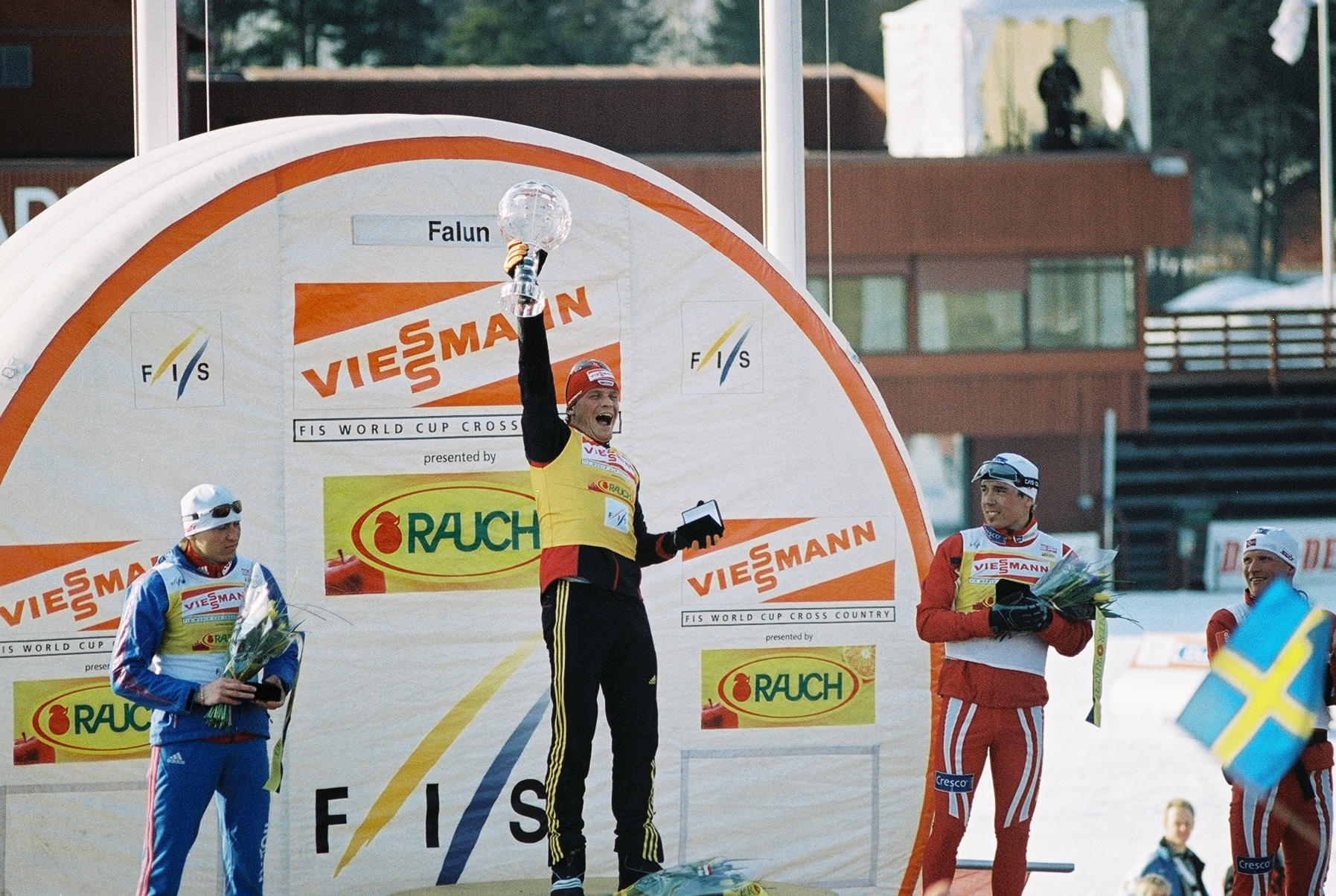
Tobias Angerer odbiera Kryształową Kulę za zwycięstwo Pucharu Świata w biegach narciarskich 2006/2007 (Falun 2007)

Kryształowa Kula – nagroda przyznawana przez Międzynarodową Federację Narciarską (FIS) za zwycięstwo w końcowej klasyfikacji Pucharu Świata. Pierwszym sportowcem w historii, który zdobył owo trofeum, był francuski alpejczyk Jean-Claude Killy, w 1967 roku.

## Dyscypliny Pucharu Świata, których organizatorem jest FIS
Obecnie o Kryształową Kulę walczą zawodnicy i zawodniczki w 22 konkurencjach:
- Puchar Świata w narciarstwie alpejskim kobiet
- Puchar Świata w narciarstwie alpejskim mężczyzn
- Puchar Świata w biegach narciarskich kobiet
- Puchar Świata w biegach narciarskich mężczyzn
- Puchar Świata w kombinacji norweskiej kobiet
- Puchar Świata w kombinacji norweskiej mężczyzn
- Puchar Świata w skokach narciarskich kobiet
- Puchar Świata w skokach narciarskich mężczyzn
- Puchar Świata w narciarstwie dowolnym mężczyzn
- Puchar Świata w narciarstwie dowolnym kobiet
- Puchar Świata w snowboardzie kobiet - Freestyle
- Puchar Świata w snowboardzie mężczyzn - Freestyle
- Puchar Świata w snowboardzie kobiet - slalom i gigant równoległy
- Puchar Świata w snowboardzie mężczyzn - slalom i gigant równoległy
- Puchar Świata w snowboardzie kobiet - snowcross
- Puchar Świata w snowboardzie mężczyzn - snowcross
- Puchar Świata w snowboardzie kobiet - half pipe
- Puchar Świata w snowboardzie mężczyzn - half pipe
- Puchar Świata w snowboardzie kobiet - Big Air
- Puchar Świata w snowboardzie mężczyzn - Big Air
- Puchar Świata w snowboardzie kobiet - Slopestyle
- Puchar Świata w snowboardzie mężczyzn - Slopestyle

## Mała Kryształowa Kula
Międzynarodowa Federacja Narciarska (FIS) nagradza również zwycięzców poszczególnych konkurencji, wliczanych ogółem do Pucharu Świata. Zawodnicy otrzymują wtedy Małą Kryształową Kulę.
Konkurencje, w których przyznawana jest obecnie Mała Kryształowa Kula:
- Narciarstwo alpejskie:
  - Zjazd kobiet
  - Zjazd mężczyzn
  - Slalom kobiet
  - Slalom mężczyzn
  - Gigant kobiet
  - Gigant mężczyzn
  - Supergigant kobiet
  - Supergigant mężczyzn
- Biegi narciarskie:
  - Sprint kobiet
  - Sprint mężczyzn
  - Biegi dystansowe kobiet
  - Biegi dystansowe mężczyzn
- Skoki narciarskie:
  - Loty narciarskie mężczyzn
- Kombinacja norweska:
  - Najlepsza skoczkini
  - Najlepszy skoczek
  - Najlepsza biegaczka
  - Najlepszy biegacz
  - Kompakt kobiet
  - Kompakt mężczyzn
  - Start masowy kobiet
  - Start masowy mężczyzn
- Narciarstwo dowolne:
  - Skoki akrobatyczne kobiet
  - Skoki akrobatyczne mężczyzn
  - Jazda po muldach kobiet
  - Jazda po muldach mężczyzn
  - Scicross kobiet
  - Skicross mężczyzn
  - Half-pipe kobiet
  - Half-pipe mężczyzn
  - Slopestyle kobiet
  - Slopestyle mężczyzn
  - Big air kobiet
  - Big air mężczyzn

## Sukcesy Polaków

### Miejsca Polaków na podium w rywalizacji o Kryształową Kulę
| Rezultat         | Sezon     | Dyscyplina        | Zawodnik          |
| ---------------- | --------- | ----------------- | ----------------- |
| III. miejsce     | 1979/1980 | skoki narciarskie | Stanisław Bobak   |
| Kryształowa Kula | 2000/2001 | skoki narciarskie | Adam Małysz       |
| Kryształowa Kula | 2001/2002 | skoki narciarskie | Adam Małysz       |
| Kryształowa Kula | 2002/2003 | skoki narciarskie | Adam Małysz       |
| Kryształowa Kula | 2006/2007 | skoki narciarskie | Adam Małysz       |
| III. miejsce     | 2007/2008 | biegi narciarskie | Justyna Kowalczyk |
| Kryształowa Kula | 2008/2009 | biegi narciarskie | Justyna Kowalczyk |
| II. miejsce      | 2008/2009 | biathlon          | Tomasz Sikora     |
| Kryształowa Kula | 2009/2010 | biegi narciarskie | Justyna Kowalczyk |
| Kryształowa Kula | 2010/2011 | biegi narciarskie | Justyna Kowalczyk |
| III. miejsce     | 2010/2011 | skoki narciarskie | Adam Małysz       |
| II. miejsce      | 2011/2012 | biegi narciarskie | Justyna Kowalczyk |
| Kryształowa Kula | 2012/2013 | biegi narciarskie | Justyna Kowalczyk |
| III. miejsce     | 2012/2013 | skoki narciarskie | Kamil Stoch       |
| Kryształowa Kula | 2013/2014 | skoki narciarskie | Kamil Stoch       |
| II. miejsce      | 2016/2017 | skoki narciarskie | Kamil Stoch       |
| Kryształowa Kula | 2017/2018 | skoki narciarskie | Kamil Stoch       |
| III. miejsce     | 2018/2019 | skoki narciarskie | Kamil Stoch       |
| III. miejsce     | 2020/2021 | skoki narciarskie | Kamil Stoch       |

### Miejsca Polaków na podium w rywalizacji o Małą Kryształową Kulę
| Rezultat              | Sezon     | Dyscyplina                   | Zawodnik          |
| --------------------- | --------- | ---------------------------- | ----------------- |
| Mała Kryształowa Kula | 2000/2001 | skoki narciarskie - skoki    | Adam Małysz       |
| II. miejsce           | 2000/2001 | skoki narciarskie - loty     | Adam Małysz       |
| III. miejsce          | 2003/2004 | biathlon - bieg indywidualny | Tomasz Sikora     |
| Mała Kryształowa Kula | 2005/2006 | biathlon - bieg indywidualny | Tomasz Sikora     |
| III. miejsce          | 2005/2006 | biathlon - bieg masowy       | Tomasz Sikora     |
| III. miejsce          | 2007/2008 | biegi narciarskie - dystanse | Justyna Kowalczyk |
| Mała Kryształowa Kula | 2008/2009 | biegi narciarskie - dystanse | Justyna Kowalczyk |
| II. miejsce           | 2008/2009 | biathlon - sprint            | Tomasz Sikora     |
| III. miejsce          | 2008/2009 | biathlon - bieg pościgowy    | Tomasz Sikora     |
| Mała Kryształowa Kula | 2009/2010 | biegi narciarskie - dystanse | Justyna Kowalczyk |
| Mała Kryształowa Kula | 2009/2010 | biegi narciarskie - sprint   | Justyna Kowalczyk |
| Mała Kryształowa Kula | 2010/2011 | biegi narciarskie - dystanse | Justyna Kowalczyk |
| II. miejsce           | 2011/2012 | biegi narciarskie - dystanse | Justyna Kowalczyk |
| Mała Kryształowa Kula | 2012/2013 | biegi narciarskie - dystanse | Justyna Kowalczyk |
| II. miejsce           | 2012/2013 | biegi narciarskie - sprint   | Justyna Kowalczyk |
| III. miejsce          | 2016/2017 | skoki narciarskie - loty     | Kamil Stoch       |
| II. miejsce           | 2017/2018 | skoki narciarskie - loty     | Kamil Stoch       |
| III. miejsce          | 2018/2019 | skoki narciarskie - loty     | Piotr Żyła        |
| III. miejsce          | 2019/2020 | skoki narciarskie - loty     | Piotr Żyła        |

* nieoficjalnie